# 杨善集
杨善集（1900年2月4日—1927年9月23日），又名义甫、维善、杨白，海南琼东县北蛹乡井堪村（今琼海）人。中国共产党早期人物。

## 生平
1912年，考进大水岭高等小学读书。1915年，考入琼崖中学。1922年，考进广东公路工程学校。1923年12月，杨善集加入中国社会主义青年团。1924年10月，由中共党组织选送苏联莫斯科东方劳动者共产主义大学学习，11月加入中国共产党。1925年8月，回国，先后任共青团广州地委书记，积极推动青年运动的开展。。同年12月，任共青团广东区委书记，领导开展青年运动，成为著名的青年领袖之一；期间主持出版《广东青年》、《革命生活》、《革命学生》等刊物。
1926年6月，被任命为中共广东区委特派员，负责指导筹建成立中共琼崖地方委员会。1927年5月底回琼工作，6月担任中共琼崖特委书记兼军事委员会主席。7月又兼任琼崖讨逆革命军总司令部党代表，领导组织革命武装，推动了琼崖武装斗争的发展。同年9月，组织领导琼崖起义，任琼崖工农革命军党代表兼东路总指挥。9月下旬直接指挥东路加积地区的武装起义。9月23日，在乐会（今琼海）椰子寨战斗中牺牲。

## 纪念
1935年，中共琼崖特委决定将海南岛澄迈县改名善集县。
杨善集故居，位于海南省琼海市井堪村。曾先后遭国民党军和侵华日军烧毁。1987年，在原址按原貌重建庭院式砖瓦土木结构，正屋2间，占地面积333平方米，大门门楣上悬聂荣臻题写“杨善集故居”门匾。正屋内设有展厅，展出杨善集的生平、业绩。
杨善集烈士纪念亭，位于海南省琼海市，1958年兴建，占地面积1600多平方米，亭呈轿式四角形，高5米，钢筋水泥结构，建筑面积30平方米。亭正面上方横梁上刻“杨善集烈士纪念亭”，亭后面有杨善集和林一人夫妻的合葬陵墓，墓前石碑上刻着杨善集的生平、业绩。